# Định lý Hjelmslev

Định lý Hjelmslev

Định lý Hjelmslev là một định lý trong lĩnh vực hình học phẳng được đặt theo tên Johannes Hjelmslev, nội dung định lý khẳng định: Trong một mặt phẳng ta lấy lần lượt các điểm C, C' trên đường thẳng thẳng AB, A'B' (cho trước) sao cho {\displaystyle {\frac {\overline {CA}}{\overline {CB}}}={\frac {\overline {C'A'}}{\overline {C'B'}}}} khi đó trung điểm của các đoạn thẳng AA', BB', CC' sẽ thẳng hàng.